# Convento de Santa Clara (Oviedo)
El convento de religiosas de Santa Clara de Oviedo fue un antiguo convento construido en el siglo XIII en la capital del Principado de Asturias.
Del convento original se conserva la portada de la primitiva fábrica románica (hoy en el palacio de Villabona de Llanera) y algunos capiteles. En el siglo XVIII se llevó a cabo una importante ampliación del convento fruto de la cual son los restos hoy conservados en Oviedo (portería y claustro), asimilados en el edificio de la Delegación de Hacienda.

## Descripción
El origen del convento de religiosas franciscanas de Santa Clara se remonta al siglo XIII cuando las monjas, siguiendo las reglas de la orden, eligen por emplazamiento unos terrenos libres a las afueras de la ciudad próximos a la cerca. De los antiguos restos románicos sólo nos restan una portada y unos capiteles situados fuera de Oviedo.
En el siglo XVIII se llevan a cabo obras para realizar la fachada de la portería y el claustro, siendo éstos los únicos restos del edificio que se conservan en la actualidad in situ. 
En 1960 el arquitecto Ignacio Álvarez Castelao, en su proyecto de adaptación del edificio para Delegación de Hacienda, prescinde de partes históricas del inmueble, entre las que se cuenta la crujía del lado este del claustro. La fachada de la portería se halla en la calle Covadonga, por donde antaño discurría el Camino de Santiago. Es obra barroca y se comienza hacia 1703, siguiendo trazas semejantes a las de la portada de la vicaría del vecino convento de San Pelayo. 
El conjunto se erige sobre un alto basamento que salva la pendiente del terreno y coloca la planta baja que abre a la calle en tres arcos de medio punto y otro de idéntica flecha y luz en el lateral izquierdo. En vertical la distribución se hace en tres calles, la central en arimez concentra toda la decoración y el movimiento en planta. Se superponen columnas únicas sobre altos pedestales en las dos partes que forman la fachada en horizontal, empleándose el orden gigante para el piso noble y la segunda planta. Una hornacina avenerada en el paño central del piso noble, flanqueada por pequeñas columnas, guarecida por frontones partidos y coronada por el desdibujado escudo de la orden, acoge la imagen de cuerpo entero de Santa Clara. 
El claustro en la actualidad abre a la plaza del Carbayón, al haber sido demolida la crujía este que cerraba su espacio cuadrado. Fue construido por Pedro Muñiz Somonte entre 1750 y 1753, pudiendo clasificarse como una obra perteneciente al barroco desornamentado. Prima en las tres pandas conservadas la cuidada estereotomía, de igual manera que en la fachada de la portería; pero a diferencia de aquella destacan la depuración, la sobriedad y un marcado ritmo en el que se ha utilizado como únicas medidas la vara, el pie y los palmos. 
Las fachadas se articulan por medio de una moldurada línea de imposta que divide en horizontal los tres pisos, mientras que los arcos de medio punto de la planta baja y los vanos adintelados de los pisos superiores están enmarcados por pilastras toscanas cajeadas. 
En el piso noble de la crujía norte se aprecian huellas de una obra anterior en la que los vanos descargaban en arcos rebajados, para posteriormente rectificar y seguir las mismas trazas que el resto del claustro. 
La decoración del conjunto se limita al frente de las dovelas e intradós de los arcos y a las delgadas molduras en relieve que enmarcan las ventanas adinteladas.
Los terrenos de la huerta del convento de Santa Clara fueron adquiridos en subasta pública, en la década de 1860, por Charles Joseph Bertrand Demanet, empresario belga afincado en Oviedo, para la construcción de la Fábrica de Fundición y Construcción de Bertrand, y de su propia vivienda familiar.
En 2006 fue declarado Bien de Interés Cultural, según Decreto 69/2006, de 29 de junio.